# 복내초등학교
복내초등학교는 대한민국 전라남도 보성군 복내면 복내리에 있는 공립 초등학교이다.

## 학교 연혁
- 1920년 10월 2일 복내공립보통학교 개교(설립인가 7월 1일)
- 1938년 4월 1일 복내공립심상소학교로 명칭 변경
- 1941년 4월 1일 복내공립국민학교로 명칭 변경
- 1950년 4월 1일 복내국민학교로 개칭
- 1990년 10월 2일 주암댐 건설로 인해 현 위치로 이설
- 1991년 3월 1일 복내남국민학교, 용교분교장, 진봉분교장 통폐합
- 1996년 3월 1일 복내초등학교로 개칭
- 2012년 2월 21일 복성관(체육관) 개관
- 2015년 9월 1일 제41대 정기숙 교장 부임
- 2017년 2월 16일 제94회 졸업(졸업생: 8,368명)

## 학교 상징
- 우리 학교 꽃 - 개나리 : 한마음 한뜻 따스한 웃음
- 우리 학교 나무 - 은행나무 : 빛나는 전통 꿋꿋한 기상
- 우리 학교 색 - 녹색 : 청결 고귀한 풍요로운 마음

## 참고 자료
- 복내초등학교 - 한국교육학술정보원 학교알리미